# Lac Titicaca (film, 1942)
Pour les articles homonymes, voir Lac Titicaca et Titicaca.
Pour plus de détails, voir Fiche technique et Distribution.
Lac Titicaca ou Donald visite le lac Titicaca (Lake Titicaca) est un court métrage d'animation américain, sorti initialement le 24 août 1942 en Argentine comme une séquence de Saludos Amigos puis seul le 18 février 1955. Il a été réalisé par Bill Roberts et produit par les studios Disney.

## Synopsis
Donald visite les hauts plateaux des Andes. Après une visite d'un marché typique il loue un lama pour grimper dans les montagnes et rejoint le lac Titicaca. Là-bas, il découvre un mystérieux temple, tout d'abord, il est subjugué par la beauté
des sculptures ornant les lieux. Cependant, il se retrouve enfermé dans celui-ci et commence à voir des esprits, notamment des visages de Daisy Duck et des lamas fantomatiques. Ces derniers lui rappellent l'anniversaire de Daisy, il rentre alors précipitamment pour trouver un cadeau, il lui ramène un lama.

## Fiche technique
- Titre original : Lake Titicaca
- Autres titres[3] :
  -  Argentine : El Lago Titicaca
  -  France : Lac Titicaca
  -  Suède : Kalle Anka som turist
- Série : Donald
- Réalisateur : Bill Roberts
- Scénario : Homer Brightman, Roy Williams
- Voix : Clarence Nash (Donald)
- Direction artistique : Mary Blair (couleur et style)
- Animateur[3] : Bill Justice, Milt Kahl, Milt Neil
- Décors : Dick Anthony, Art Riley
- Layout : Hugh Hennesy
- Effets d'animation: Joshua Meador
- Producteur : Walt Disney
- Société de production : Walt Disney Productions
- Distributeur : RKO Radio Pictures
- Date de sortie :
  - Première mondiale : 24 août 1942 en Argentine au sein de Saludos Amigos
  - Première aux États-Unis : 6 février 1943[1] au sein de Saludos Amigos
  - Sortie cinéma seul : 18 février 1955[2],[3]
- Format d'image : Couleur (Technicolor)
- Son : Mono (RCA Sound System)
- Durée : 7 minutes
- Langue : Anglais
- Pays :  États-Unis

## Voix françaises

### 1erdoublage (1947)
- René-Marc : le narrateur

### 2edoublage (1990)
- Hervé Jolly : le narrateur
- Sylvain Caruso : Donald Duck

### 3edoublage (2004)
- Philippe Catoire : le narrateur
- Sylvain Caruso : Donald Duck

## Voix québécoises (2000)
- Mario Fraser : le narrateur
- Sébastien Dhavernas : Donald Duck